# Tobi Amusan
Oluwatobiloba Ayomide "Tobi" Amusan (Ijebu Ode, 23 de abril de 1997) é uma atleta nigeriana especializada nos 100 metros com barreiras. Ela é a campeã e recordista mundial desta prova com o tempo de  12.12, conquistado em 24 de julho de 2022 em Eugene, Estados Unidos, durante a disputa do Campeonato Mundial de Atletismo.

### Carreira
Amusan mostrou muito potencial atlético desde cedo. Ela foi medalhista de prata no Campeonato Africano da Juventude de 2013 em Warri. Ela também conquistou o ouro nos 100 metros com barreiras no Campeonato Africano de Atletismo Júnior de 2015 em Adis Abeba . Em 2015, ao fazer sua estreia nos Jogos Africanos aos dezoito anos, ela ganhou a medalha de ouro nos 100 metros com barreiras.
Em 2022 ela estabeleceu um novo recorde mundial de 12.12 nas semifinais da prova no Mundial de Eugene. Superou seu tempo mais uma vez na final – 12.06 (marca não considerada como recorde por ter sido conquistada com a velocidade do vento de +2 m/s) – tornando-se a primeira campeã nigeriana a conquistar uma medalha de ouro no Campeonato Mundial de Atletismo.